# Bataille de Villa de Álvarez
Expédition du Mexique
Batailles
- Fortín
- Las Cumbres
- 1er Puebla
- Barranca Seca
- Cerro del Borrego
- Tampico
- 2e Puebla
- Atlixco
- San Pablo del Monte
- San Lorenzo
- Totoapan
- Morelia
- Campeche
- Veranos
- Tacámbaro
- La Loma
- Parral
- Chihuahua
- Álamos
- Ixmiquilpan
- Bagdad
- Camargo
- Miahuatlán
- Carbonera
- Guayabo
- Villa de Álvarez
- San Jacinto
- Querétaro

La bataille de Villa de Álvarez a lieu le 29 janvier 1867 à Villa de Álvarez, dans l'état de Colima, au Mexique, entre des éléments de l'armée mexicaine de la république et les troupes françaises au service du Second Empire Mexicain du 6e bataillon impérialiste pendant la deuxième Intervention française au Mexique. Le résultat est une victoire mexicaine. 

## Déroulement de la bataille
Le 29 janvier 1867, à Villa de Álvarez, les républicains mexicains, au nombre de 700 hommes et 100 réservistes sous le commandement du général Julio García (es), du colonel Filomeno Bravo (es) et du major Miguel García Topete (es), s'opposent aux 400 impérialistes du 6e bataillon, composé de soldats français et de conservateurs mexicains dirigés par le général Felipe N. Chacón (es).

## Résultats
Les impérialistes ont été abattus totalement, lorsque se dirigeant par les ruelles en direction à la Cruz Gorda, ils n'ont pas réussi à manœuvrer, perdant des armes, du matériel et une pièce rayée. La victoire est donc remportée par les républicains mexicains.